# 禽神星
禽神星（51 Nemausa）是第51颗发现的小行星，于1858年1月22日由法国的約瑟夫·讓·皮埃爾·洛朗发现，禽神星的直径为147.9千米，质量为3.4×1018千克，公转周期为1328.853天。
小行星名字由借私人天文台給約瑟夫·讓·皮埃爾·洛朗進行觀測，因此發現了第51號小行星的屋主，馬賽天文台台長本傑明·瓦茲（Benjamin Valz）在1858年1月27日，用他們居住的地方，法國尼姆羅馬時代的守護神，噴泉女神 Nemausus 命名 。噴泉女神是當地人的精神支柱，為當地提供水源。

## 錯誤的中文譯名
噴泉女神 Nemausus 名字與禽鳥相關的神仙毫無關係，中國首次出現這顆小行星的中文譯名是由徐建寅補充，偉烈亞力和李善蘭翻譯約翰·赫歇爾的《談天》（Outlines of Astronomy），原文1859年由上海墨海書館刊行，當時的譯名已經是錯誤的「禽女星」，未知當時為甚麼會翻譯錯誤，也不知道後來為何變成「禽神星」。